# Giuseppe Mangiarotti
Giuseppe Mangiarotti (27. maj 1883 i Broni — 24. oktober 1970) var en italiensk fægter som deltog i de olympiske lege 1908 i London. 
Mangiarotti vandt en sølvmedalje i fægtning under Sommer-OL 1908 i London. Han var med på det italienske hold som kom på en andenplads i holdkonkurrencen i sabel efter Ungarn. De andre på holdet var Marcello Bertinetti, Riccardo Nowak, Abelardo Olivier. Han var grandfar til Carola Mangiarotti og Far til Dario Mangiarotti og Edoardo Mangiarotti.